# Белогорский (Восточно-Казахстанская область)
Белогорский (каз. Белогорский) — посёлок в Уланском районе Восточно-Казахстанской области Казахстана. Входит в состав Асубулакской поселковой администрации. Код КАТО — 636245100.

## История
В 1955 году Белогорский получил статус посёлка городского типа.
До 2013 года посёлок являлся административным центром и единственным населённым пунктом Белогорской поселковой администрации.

## Население
В 1999 году население посёлка составляло 707 человек (360 мужчин и 347 женщин). По данным переписи 2009 года, в посёлке проживали 273 человека (139 мужчин и 134 женщины).